# حكومة نجم الدين أربكان
حكومة نجم الدين أربكان أو حكومة الجمهورية التركية الـ54 (بالتركية: Türkiye Cumhuriyeti 54. Hükümeti)‏ هي حكومة تشكلت في 28 يونيو 1996 إلى 30 يونيو 1997. كانت حكومة ائتلافية شكلها حزب الرفاه وحزب الطريق القويم. حيث كان نجم الدين أربكان زعيم حزب الرفاه، رئيسًا للوزراء، وتانسو تشيلر نائبًة له.

## القائمة
| المنصب                                    | الاسم                                         | الحزب | الحزب             |
| ----------------------------------------- | --------------------------------------------- | ----- | ----------------- |
| رئيس الوزراء                              | نجم الدين أربكان                              |       | حزب الرفاه        |
| وزيرة الشؤون الخارجية ونائبة رئيس الوزراء | تانسو تشيلر                                   |       | حزب الطريق القويم |
| وزير الدولة والمتحدث باسم الحكومة         | عبد الله غل                                   |       | حزب الرفاه        |
| وزير الدولة                               | نامك كمال                                     |       | حزب الطريق القويم |
| وزير الدولة                               | نوزت ارجان                                    |       | حزب الطريق القويم |
| وزير الدولة                               | فهيم اداك                                     |       | حزب الرفاه        |
| وزير الدولة                               | غورجان داغداش                                 |       | حزب الرفاه        |
| وزير الدولة                               | محمد أنصار أوغلو                              |       | حزب الطريق القويم |
| وزير الدولة                               | أحمد دميرجان                                  |       | حزب الرفاه        |
| وزير الدولة                               | تيومان رضى                                    |       | حزب الرفاه        |
| وزير الدولة                               | ساجد غونبي                                    |       | حزب الرفاه        |
| وزير الدولة                               | أوفوك سويلماز                                 |       | حزب الطريق القويم |
| وزير الدولة                               | ايفار يلماز                                   |       | حزب الطريق القويم |
| وزير الدولة                               | إسماعيل كاركويو                               |       | حزب الطريق القويم |
| وزير الدولة                               | أحمد تونج                                     |       | حزب الرفاه        |
| وزير الدولة                               | صبري تكير                                     |       | حزب الرفاه        |
| وزير الدولة                               | بكر اكسوي                                     |       | حزب الطريق القويم |
| وزير الدولة                               | لطفي اسنغون                                   |       | حزب الرفاه        |
| وزير الدولة                               | محمد التنسوي                                  |       | حزب الرفاه        |
| وزير الدولة                               | اشيلاي سايغن                                  |       | حزب الطريق القويم |
| وزير الدولة                               | نافيز كورت                                    |       | حزب الطريق القويم |
| وزير الدولة                               | بهاء الدين شكر                                |       | حزب الطريق القويم |
| وزير العدل                                | شوكت كازان                                    |       | حزب الرفاه        |
| وزير الدفاع الوطني                        | تورهان تايان                                  |       | حزب الطريق القويم |
| وزير الشؤون الداخلية                      | محمد كمال اغار 26 يونيو 1996 - 8 نوفمبر 1996  |       | حزب الطريق القويم |
| وزير الشؤون الداخلية                      | ميرال أكشينار 8 نوفمبر 1996 - 30 يونيو 1997   |       | حزب الطريق القويم |
| وزير المالية                              | عبد اللطيف شنر                                |       | حزب الرفاه        |
| وزير التربية الوطنية                      | محمد ساغلام                                   |       | حزب الطريق القويم |
| وزير الأشغال العامة والتسوية              | جواد ايهان                                    |       | حزب الرفاه        |
| وزير الصحة                                | يلدرم اكتونا 7 مارس 1996 - 26 أبريل 1997      |       | حزب الطريق القويم |
| وزير الصحة                                | نافيز كورت 26 أبريل 1996 - 13 مايو 1997       |       | حزب الطريق القويم |
| وزير الصحة                                | إسماعيل كاراكويو 13 مايو 1997 - 30 يونيو 1997 |       | حزب الطريق القويم |
| وزير النقل                                | عمر بارتجو                                    |       | حزب الطريق القويم |
| وزير الزراعة والشؤون الريفية              | موسى دميرجي                                   |       | حزب الرفاه        |
| وزير العمل والضمان الاجتماعي              | نجاتي جيلك                                    |       | حزب الرفاه        |
| وزير الصناعة والتجارة                     | أنيس ارز 28 يونيو 1996 - 26 أبريل 1997        |       | حزب الطريق القويم |
| وزير الصناعة والتجارة                     | علي رضا 26 أبريل 1997 - 30 يونيو 1997         |       | حزب الطريق القويم |
| وزير الطاقة والموارد الطبيعية             | محمد قوطان                                    |       | حزب الرفاه        |
| وزير الثقافة                              | إسماعيل كهرمان                                |       | حزب الرفاه        |
| وزير السياحة                              | بهاء الدين يوجل                               |       | حزب الطريق القويم |
| وزير البيئة                               | ضياء الدين توكار                              |       | حزب الرفاه        |
| وزير الغابات                              | خالد داغلي                                    |       | حزب الطريق القويم |